# Абашидзе Іраклій Віссаріонович
Іра́клій Віссаріо́нович Абаши́дзе (23 листопада 1909, Хоні — 14 січня 1992, Тбілісі) — грузинський радянський поет, голова Верховної ради Грузинської РСР, академік Академії наук Грузинської РСР (з 1960). Депутат Верховної ради Грузинської РСР. Депутат Верховної Ради СРСР 4—7-го скликань. Герой Соціалістичної Праці (22.11.1979).

## Біографія
Народився в місті Хоні. З 1925 по 1939 рік був членом ВЛКСМ. Почав друкуватися з 1928 року.
З 1930 року працював редактором різних грузинських журналів, був редактором Держвидаву і Дитюнвидаву Грузинської РСР.
У 1931 році закінчив філологічний факультет Тифліського державного університету імені Сталіна.
Член ВКП(б) з 1939 року.
У 1939—1944 роках — голова правління Спілки радянських письменників Грузії. Брав участь у німецько-радянській війні.
У 1946—1953 роках — відповідальний редактор грузинського літературного журналу «Мнатобі».
У 1953—1964 роках — 1-й секретар правління, в 1964—1967 роках — голова правління Спілки радянських письменників Грузії. Секретар правління Спілки письменників СРСР.
У 1960 році організував експедицію до грузинського монастиря Святого Хреста в Єрусалимі, під час якої було виявлено фреску Шоти Руставелі.
З 1968 року — головний редактор Грузинської радянської енциклопедії. У 1970 році став також віцепрезидентом Академії наук Грузинської РСР. Був засновником і першим головою товариства Руставелі Грузії (1980).
12 липня 1971 — 14 листопада 1990 року — голова Верховної ради Грузинської РСР.
Поезія Іраклія Абашидзе ґрунтується на патріотичних цінностях грузинської культури. Хоча Абашидзе був досить лояльним до радянського ладу, він підтримав Звіада Гамсахурдія на шляху незалежності Грузії.
Помер 14 січня 1992 року в Тбілісі і був похований за державний кошт в Дідубійському пантеоні.
Іменем Іраклія Абашидзе названо вулицю в Тбілісі.

## Творчість
Творчо використовуючи традиції Володимира Маяковського, Абашидзе відгукувався на злободенні події життя («Жовтневий рапорт», «Дари Колхіди», «Відкритий лист американському письменникові» та ін.). У циклах віршів «Процвітає Грузія», «Пісня жнив», «На XX з'їзді», «З індійського зошита» з особливою силою проявився ліричний талант поета.

## Абашидзе та Україна
Низку поезій Абашидзе присвятив Україні («В Україні», «Поетам Грузії»).
Один із перших перекладачів Шевченкового «Заповіту» грузинською мовою (1936). «Лілея» та «Москалева криниця» Шевченка в перекладі Абашидзе ввійшли до грузинських видань «Вірші і поеми» (1939, 1952).
Абашидзе — автор статей, присвячених Тарасу Шевченку («Тарас Шевченко» (1936), «Великий кобзар» (1961) та інші).
Він також був учасником делегацій, що приїздили з Грузії в Україну 1939, 1961, 1964 на шевченківські ювілеї. Виступав на урочистих засіданнях Спілки письменників Грузії, присвячених 150-річчю від дня народження Шевченка.

## Твори
Українські переклади:
- У книзі: Поезія Радянської Грузії: Антологія. — К., 1939;
- «Дніпро», 1945, № 5—6;
- «Вітчизна», 1958, № 8.

Російські переклади:
- Стихотворения. — Москва, 1958.

## Нагороди
- Герой Соціалістичної Праці (22.11.1979)
- чотири ордени Леніна (17.04.1958; 2.04.1966; 18.12.1969; 22.11.1979)
- орден Вітчизняної війни ІІ ст. (11.03.1985)
- два ордени Трудового Червоного Прапора (24.02.1946; 22.12.1959)
- орден Дружби народів (16.11.1984)
- орден «Знак Пошани» (31.01.1939)
- медаль «За трудову доблесть» (29.08.1960)
- медаль «За доблесну працю у Великій Вітчизняній війні 1941—1945 рр.» (1945)
- медалі
- Лауреат Державної премії Грузинської РСР імені Шота Руставелі (1966)
- Лауреат премії імені Джавахарлала Неру (1972)
- Почесний громадянин Тбілісі (1980).[1]